# Ernst Haberbier
Ernst Haberbier, född 5 oktober 1813 i Königsberg (nuvarande Kaliningrad), död 12 mars 1869 i Bergen, var en tysk pianist. 
Haberbier vistades efter 1832 mest i Ryssland, där han hade stor framgång som konsertpianist och lärare, och varifrån han 1850–1852 företog vidsträckta turnéer. På dessa väckte han uppseende särskilt för sitt sätt att fördela passager på båda händerna, en teknik, som sedan blev mycket omtyckt. Under 1860-talet verkade han som pianolärare och konsertgivare i Kristiania (nuvarande Oslo).